# Pedófilos virtuosos
Pedófilos Virtuosos (en inglés, Virtuous pedophiles) es un grupo de ayuda mutua para pedófilos que reconocen su atracción pero eligen no actuar sus deseos. Los miembros del grupo de internet buscan llevar una vida normal sin cometer abuso sexual infantil, y es la convicción compartida en el grupo que las actividades sexuales entre adultos y niños están mal ahora y siempre.  También tratan el tema de la estigmatización que conlleva sufrir de pedofilia. Los dos creadores del grupo utilizan los pseudónimos Ethan Edwards y Nick Devin. No revelan su verdadera identidad por miedo a la exclusión y el odio por su parafilia. Hay más de 800 miembros registrados, incluyendo padres de niños, padres de personas con pedofilia, investigadores sobre la sexualidad y personas de ambos géneros.

## Ideología
Pedófilos virtuosos es un foro de internet con una postura de completo rechazo a la explotación sexual de cualquier tipo, incluyendo ver pornografía infantil. Hay varias organizaciones de personas con pedofilia en el mundo –una de las tal vez más conocida es NAMBLA–, pero muchas de ellas con  una actitud poco clara o incluso positiva hacia el sexo con niños, o que defienden una disminución en la edad de consentimiento sexual requerida para mantener relaciones. Pedófilos virtuosos acepta estas leyes y su objetivo principal es ayudar a que las personas que sufren de pedofilia puedan «vivir una vida feliz, productiva y dentro de la ley».

## Reconocimiento
El trabajo del grupo ha sido celebrado por sus potenciales beneficios por varios expertos en sexualidad humana, como Jesse Bering y James Cantor. Cantor, uno de los especialistas mundiales en pedofilia, considera que grupos similares pueden ayudar a prevenir el abuso sexual infantil: «Es difícil imaginar alguien que pueda sentirse más aislado que una persona que reconoce su interés sexual hacia los niños. En mi experiencia, es en esta fase de desesperación que es más probable que un pedófilo pueda dañar a un niño» dice Cantor. «Los grupos de ayuda mutua entre personas que luchan día a día contra sus propios deseos pueden ayudar a prevenir el aislamiento, sirviendo como potenciales “válvulas de escape”, agregando protección hacia los niños y ayudando a las personas con pedofilia a mantener su comportamiento bajo control».
El grupo fue analizado en una nota del New York Times sobre la distinción entre pedofilia y abuso sexual infantil por la profesora en leyes Margo Kaplan. Kaplan escribió «No es que estos individuos sean “inactivos” o “no practicantes”, sino que la pedofilia es un estatus, no un acto». En noviembre de 2014, Channel 4, un canal británico, proyectó un documental sobre pedofilia, incluyendo una entrevista a una persona que admitió en cámara tener inclinaciones pedófilas pero que no las había llevado a la realidad
Pedófilos Virtuosos ha sido denunciado como una tapadera del movimiento activista pedófilo. Su miembro más famoso es Todd Nickerson después de publicar un artículo en Salon expresando su excitación cuando veía un vídeo de una bailarina de cinco años. Nickerson tenía una espacio fijo en Salon con artículos como Yo soy un pedófilo, tú eres el monstruo: mi semana en la vil máquina de odio de la derecha. Milo Yiannopoulos y Mike Cernovich descubrieron una tendencia en los medios progresistas a publicar este tipo de artículos propedófilos. Al contrario del supuesto ideario de PV, Nickerson ha manifestado que tendría sexo con niños si pudiera, y ha defendido que la pedofilia es fruto del evolucionismo.